# Mazinger Angels
Mazinger Angels (マジンガーエンジェル, Majingā Enjeru) és una sèrie de manga que va començar l'any 2004 i narra les aventures de quatre noies que piloten robots gegants a l'estil Mazinger. El concepte és una paròdia de la popular sèrie de televisió Els Àngels de Charlie de finals dels anys setanta i principis dels vuitanta. Va ser publicat originalment a Magazine Z de Kodansha, començant el 26 de juny de 2004 (núm. 2004-08) i finalitzant el 25 de novembre de 2006 (núm. 2007-01). Va ser compilat en quatre tankōbon.
Tres dels robots, Afrodita A, Diana A i Minerva X són de la sèrie original Mazinger Z, mentre que Venus A és de la sèrie Great Mazinger. Els seus pilots també són personatges tradicionals de l'univers de Go Nagai, Sayaka Yumi i Jun Hono de Mazinger Z i Great Mazinger respectivament, i Hikaru Makiba i Maria Fleed de Grendizer.
Hi ha una seqüela, publicada el 26 de desembre de 2007 també a la Magazine Z, anomenada Mazinger Angels Z (マジンガーエンジェルZ), que inclou el disseny original de Mazinger Z, anomenat Energer Z, així com Kikunosuke Abashirikkari d'Abashirikkari.
El manga ha estat publicat en català per l'editorial Ooso Comics, que va sortir a la venda el 12 d'abril de 2018.

## Argument
La Terra es veu amenaçada per robots gegants, les Bèsties Mecàniques, dirigits per enemics clàssics de la franquícia amb el Doctor Hell al capdavant, però amb papers diferents dels originals. Afortunadament, hi ha un equip, les Mazinger Angels, format per tres noies, la Sayaka Yumi, la Jun Hono i la Hikaru Makiba que piloten tres robots també gegants per fer-hi front, l'Afrodita A, la Venus A i la Diana A, respectivament. Més endavant s'hi afegeix la Maria Fleed qui esdevé la pilot de la Minerva X. Al llarg de la història, apareixeran noves amenaces a les quals les quatre Mazinger Angels hauran de fer front, per sort per elles, també tindran ajuda, sigui en millores dels robots o siguin aliats, com la Honey Kisaragi, una antiga Mazinger Angel que pilota un robot justament basat en el seu alter ego, la Cutie Honey o l'Akira Fudo, l'aspecte humà d'en Devilman.

## Publicació
El 2018 l'editorial Ooso Comics, amb base a Prades, va adquirir en exclusiva els drets per publicar en català i castellà les aventures de les Mazinger Angels. Es va publicar el 12 d'abril de 2018 i presentar al Saló Internacional del Còmic de Barcelona de 2018. En aquell moment tan sols s'estava publicant Bola de Drac i no hi havia gaire manga en català. Segons Olga Resina, la impulsora del projecte, «afegir el català era una bona manera de reivindicar què pot tenir el seu públic».
| Volum | Data de publicació en català | ISBN                   |
| ----- | ---------------------------- | ---------------------- |
| 01    | 12 d'abril de 2018           | ISBN 978-84-948160-4-8 |
| 02    | 12 de juliol de 2018         | ISBN 978-84-948160-5-5 |
| 03    | 1 de novembre de 2018        | ISBN 978-84-948160-6-2 |
| 04    | 31 de maig de 2019           | ISBN 978-84-948160-7-9 |